# 喝 風太郎!!
『喝 風太郎!!』（かつ ふうたろう）は、本宮ひろ志による日本の漫画作品。『グランドジャンプ』（集英社）2013年23号から2016年7号まで断続的に連載された。もともとは浜友観光（現在の浜友A.L.、パチンコ「楽園」）のイメージキャラクターである。2019年11月には実写映画が公開された。
山奥の古刹にて修行を積んできた型破りな僧・喝 風太郎が旅先で出会った人々に対し、時には迷惑をかけつつも蒙きを啓く。

## 書誌情報
- 本宮ひろ志 『喝 風太郎!!』 集英社〈ヤングジャンプ・コミックス〉、全5巻
  1. 2014年5月19日発売[集 1]、ISBN 978-4-08-879831-8
  2. 2014年12月19日発売[集 2]、ISBN 978-4-08-890095-7
  3. 2015年7月17日発売[集 3]、ISBN 978-4-08-890177-0
  4. 2016年1月19日発売[集 4]、ISBN 978-4-08-890350-7
  5. 2016年4月19日発売[集 5]、ISBN 978-4-08-890095-7

## 映画
2019年11月1日公開。

### 出演
- 喝 風太郎 - 市原隼人[3]
- 笹本健司 - 藤田富
- 滝田詩織 - 工藤綾乃
- 山之内 - 二ノ宮隆太郎
- 占い師 - 板野友美
- 麻季 - 鶴田真由
- 高平末吉 - 近藤芳正
- 大僧正 - 麿赤兒